# Кэнеди, Карл
Карл Кэ́неди (англ. Carl Canedy) — американский барабанщик и музыкальный продюсер, известный по игре в группах The Rods, Manowar и Thrasher.

## Биография
Карл Кэнеди получил свою первую барабанную установку в возрасте 5 лет. В возрасте 11 лет он играл в своей первой группе.
В конце 1970-х годов Кэнеди играл вместе с двоюродным братом Ронни Джеймса Дио Дэйвидом Файнштейном и Джоуи Де Майо в группе David Feinstein’s Thunder. В 1979 году, вскоре после того как Де Майо покинул группу, Файнштейн и Кэнеди основали The Rods.
В 1980 году Кэнеди принял участие в демозаписи новой группы Джоуи Де Майо Manowar. Кэнеди выступил в качестве барабанщика и продюсера демо. Вскоре после записи он покинул группу, и его сменил Донни Хамзик.
В 1980-х годах Кэнеди записал вместе с The Rods 5 альбомов и занялся активной продюсерской деятельностью. Среди продюсированных им альбомов были: Anthrax — Spreading the Disease, Exciter — Violence & Force, Overkill — Feel the Fire, Blue Cheer — The Beast Is Back и многие другие.
В 1990-х годах Кэнеди присоединился к Jeffrey James Band.
В 2008 году Кэнеди и Файнштейн возродили The Rods и в 2011 году записали шестой полноформатный альбом группы, который получил название Vengeance.
15 ноября 2014 года вышел первый сольный альбом Карла Кэнеди Headbanger, финансирование для которого было получено через сайт Kickstarter.